# Torborg Nedreaas
Torborg Nedreaas (Bergen, 13 novembre 1906 – Nesodden, 30 giugno 1987) è stata una scrittrice norvegese.

## Biografia
Nata a Bergen nel 1906, visse a Leirvik fino al 1947, quando poi si trasferì a Nesodden. Dopo gli studi per diventare insegnante di musica, fece il suo esordio letterario nel 1945 con la raccolta di racconti Bak skapet står øksen, incentrati sulla vita dei suoi compatrioti durante l'occupazione nazista della Norvegia.
Ad esso seguirono diversi radiodrammi, raccolte di racconti e romanzi, consolidando il successo iniziale con Trylleglasset (1950) e Musik fra en blå brønn (1960), entrambi dalle tinte autobiografiche. Attenta a tematiche sociali contemporanee, Nedreaas scrisse anche opere di denuncia, come i romanzi Av maaneskinn gror det ingenting (1947), sul tema dell'aborto clandestino, e De vaarme hendene (1952), critico della NATO.
Morì nel 1987, all'età di ottant'anni.

## Premi e riconoscimenti
Per la sua attività letteraria vinse il Norske Kritikerprisen for litteratur nel 1950, il Premio Dobloug nel 1964 e il Nordisk råds litteraturpris nel 1972.